# Richard Saunders Dundas
Sir Richard Saunders Dundas (11. dubna 1802 – 3. června 1861, Londýn, Anglie) byl britský admirál. U královského námořnictva sloužil od roku 1817 a již ve dvaadvaceti letech byl kapitánem, za účast v první opiové válce byl povýšen do šlechtického stavu (1841). Později vynikl jako jeden z vrchních velitelů v krymské válce a v roce 1858 dosáhl hodnosti viceadmirála. Uplatnil se také ve správě námořnictva a svou kariéru zakončil ve funkci prvního námořního lorda (1857–1858 a 1859–1861).

## Životopis

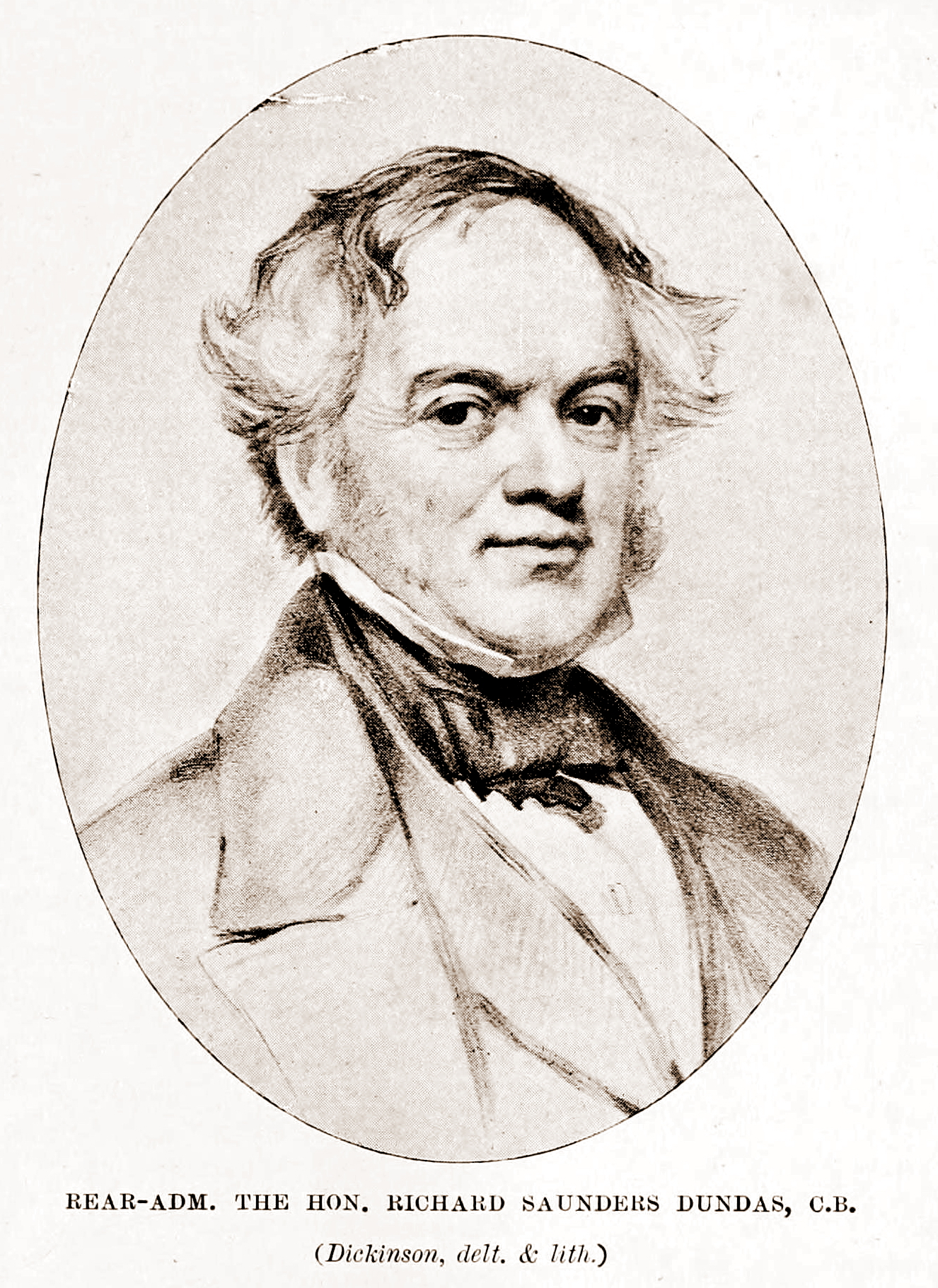
Portrét admirála Dundase z období krymské války

Pocházel z významného skotského rodu Dundasů, byl druhorozeným synem dlouholetého ministra námořnictva 2. vikomta Melvilla. Studoval v Harrow School a v roce 1817 vstoupil do námořnictva. Doplnil si vzdělání na námořní škole v Portsmouthu, poté sloužil ve Středomoří, Karibiku a Indii, již v devatenácti letech byl poručíkem a ve dvaadvaceti letech kapitánem (1824), v letech 1827–1828 absolvoval plavbu kolem světa. V letech 1828–1830 byl tajemníkem svého otce, který byl tehdy ministrem námořnictva, od roku 1830 sloužil ve Středomoří a od roku 1837 v Indickém oceánu. Vyznamanal se během první opiové války a v roce 1841 obdržel Řád lázně. V letech 1845–1846 působil znovu na admiralitě jako tajemník ministra námořnictva (lord Haddington), od roku 1848 sloužil znovu ve Středomoří.

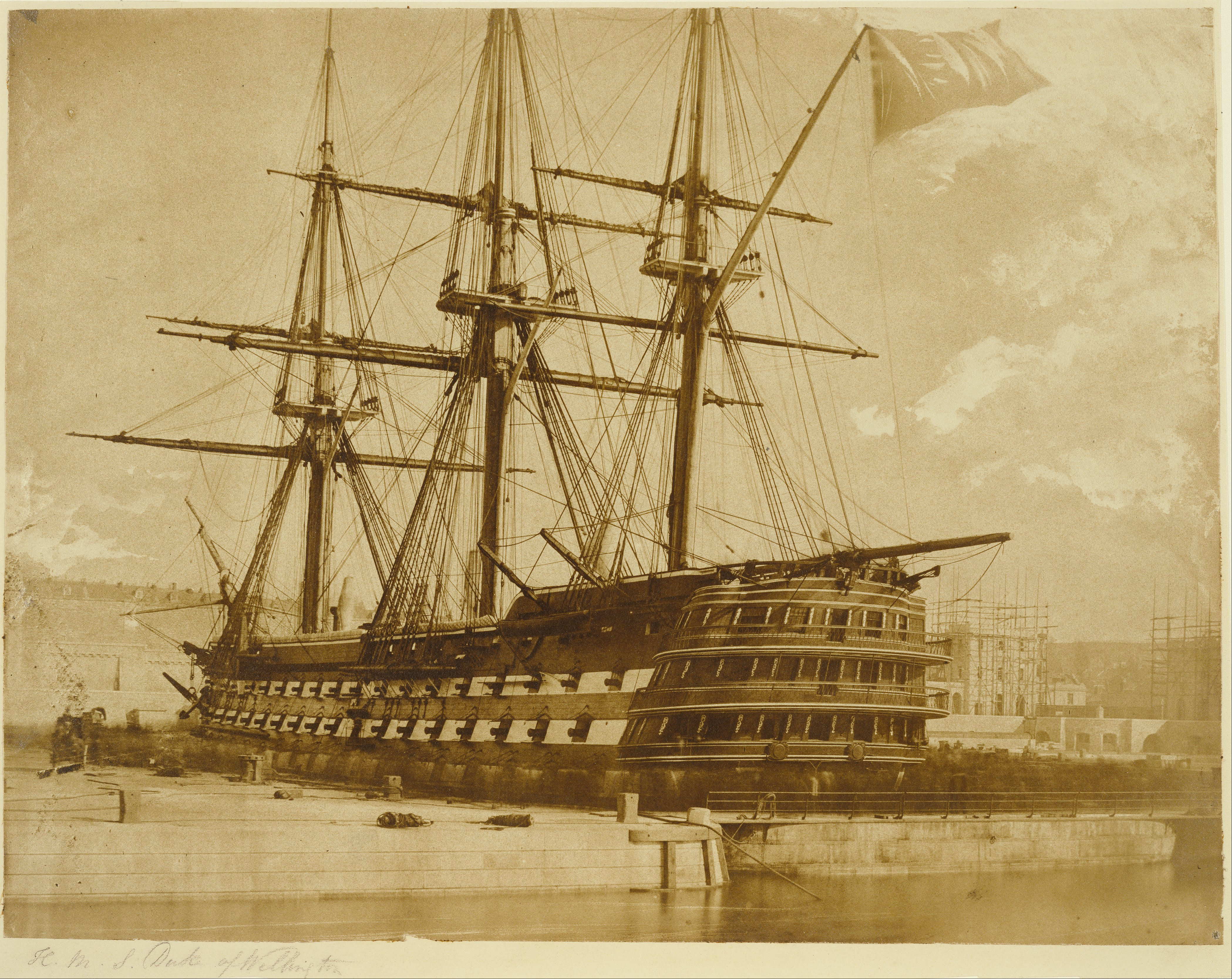
HMS Wellington, vlajková loď admirála Dundase za krymské války

V roce 1853 byl jmenován kontradmirálem a v letech 1853–1855 působil jako lord admirality (nejprve jako třetí námořní lord, od června 1854 druhý námořní lord). Od února 1855 byl vrchním velitelem v Baltském moři a podílel se na závěrečných operacích krymské války v severní Evropě. V srpnu 1855 podnikl úspěšný útok na ruskou flotilu ve Sveaborgu. Po skončení krymské války byl jako rytíř Řádu lázně povýšen do šlechtického stavu a obdržel také francouzský Řád čestné legie. Po návratu do Anglie byl znovu lordem admirality (1857, 1858–1859) a v roce 1858 dosáhl hodnosti viceadmirála. Svou kariéru zakončil v Palmerstonových vládách jako první námořní lord (1857–1858 a 1859–1861). Zemřel náhle na mrtvici v Londýně ve věku 59 let, pohřben byl ve Skotsku poblíž hlavního rodového sídla Melville Castle. Po jeho smrti jej premiér Palmerston ocenil jako jednoho z nejlepších námořních důstojníků své doby.
Jeho starší bratr Henry Dundas, 3. vikomt Melville (1801–1876), byl po otci dědicem titulu vikomta a v armádě dosáhl hodnosti generála. Zemřel bez potomstva a titul vikomta pak zdědil další bratr Robert Dundas, 4. vikomt Melville (1803–1886).